# NGC 314
NGC 314 is een balkspiraalstelsel in het sterrenbeeld Beeldhouwer. NGC 314 staat op ongeveer 235 miljoen lichtjaar van de Aarde.
NGC 314 werd op 27 september 1834 ontdekt door de Britse astronoom John Herschel.

## Synoniemen
- PGC 3395
- ESO 411-32
- MCG -5-3-15
- IRAS00544-3214